# 崇正书院遗址
崇正书院遗址位于中国江苏省南京市鼓楼区清凉山东麓，为创建于明嘉靖四十一年（1562）的书院遗址，创建者为时任南京督学御史的耿定向，名称取自文天祥诗句“天地有正气”，并有推崇正传儒学之意，明代首位南京状元焦竑即出自该书院。万历后随着耿定向的失势书院也逐渐废弃，后由焦竑改建为纪念耿定向的耿公祠，清代时利用其址作为佛教活动场所，咸丰三年（1853）毁于太平天国战乱，同治四年（1865）重建后被改为供奉地藏王菩萨的小九华寺，文革时寺院又被毁弃，现存建筑为1980年至1982年所重修，由三进殿堂（轩厅、过堂和大殿）和第二进院内西侧的江光一线阁组成，今为凤凰精品图书展示中心和新金陵画派艺术展示中心。